# 全国農業会議所
一般社団法人全国農業会議所（ぜんこくのうぎょうかいぎしょ、英文名称：National Chamber of Agriculture.、略称NCA）は、日本の市町村に設置された農業委員会の全国組織である。2015年の農業委員会等に関する法律（昭和26年3月31日法律第88号）の改正までは、同法に基づく法人であった。現在は、平成27年9月4日法律第63号附則第32条に基づき一般社団法人に組織変更し、農業委員会等に関する法律第42条第1項に基づき「農業委員会相互の連絡調整、情報提供等によるネットワークの構築及び当該ネットワークを活用した業務の実施を通じて農業委員会の事務の効率的かつ効果的な実施に資することを目的とする」一般社団法人として、農林水大臣より農業委員会ネットワーク機構としての指定をされている。なお名称は従前のとおり全国農業会議所。
また、1998年度（平成10年度）より毎年度、日本全国各地で皇太子徳仁親王・同妃雅子の臨席の下に開催される「全国農業担い手サミット」の運営に携わっている。

## 概要
- 沿革：1954年（昭和29年）設立
- 本部所在地：東京都千代田区二番町9-8　中央労働基準協会ビル2階

- 農林水産大臣の指定を受けた農業委員会ネットワーク機構として次の業務を行う（農業委員会等に関する法律第43条第2項）
  - 都道府県機構相互の連絡調整並びに都道府県機構が行う農業委員会の委員、推進委員及び職員の講習及び研修への協力その他の都道府県機構に対する支援を行うこと。
  - 農地に関する情報の収集、整理及び提供を行うこと。
  - 農業経営を営み、又は営もうとする者に対する関係農業委員会の紹介その他の支援を行うこと。
  - 法人化の支援その他農業経営の合理化のために必要な支援を行うこと。
  - 認定農業者その他の農業の担い手の組織化及びこれらの者の組織の運営の支援を行うこと。
  - 農業一般に関する調査及び情報の提供を行うこと。[3]
  - 前各号の業務に附帯する業務 。